# Wayne Tinkle
Wayne Francis Tinkle II (Milwaukee, 26 gennaio 1966) è un allenatore di pallacanestro ed ex cestista statunitense, professionista in Europa.

## Biografia
È il padre del cestista Tres Tinkle.